# میشل جی هاوارد
دریابُد میشل جی هاوارد (انگلیسی: Michelle J. Howard؛ زادهٔ ۳۰ آوریل ۱۹۶۰) یک فرد نظامی اهل ایالات متحده آمریکا است. او نخستین زنی است که توانست در نیروی دریایی ایالات متحدهٔ آمریکا به درجهٔ دریابُدی ترفیع یابد.

## حرفه
اولین سفرهای دریایی هاوارد بر روی عرشه کشتی‌های یواس‌اس هانلی (ای‌اس-۳۱) و یواس‌اس لکسینگتون (سی‌وی-۱۶) شروع شد.